# Synidotea laticauda
Synidotea laticauda är en kräftdjursart som beskrevs av Benedict 1897. Synidotea laticauda ingår i släktet Synidotea och familjen tånglöss. Inga underarter finns listade i Catalogue of Life.